# Намбунг (национальный парк)
У этого топонима существуют и другие значения: см. Намбунг (река).
Намбунг (англ. Nambung National Park) — национальный парк в регионе Пшеничный Пояс штата Западная Австралия (Австралия).

## Описание
Площадь парка составляет 184 км² (по другим данным — около 193 км²), он был основан в 1968 году. Управляется Департаментом парков и дикой природы Западной Австралии. Центральной достопримечательностью парка является пустыня Те-Пиннаклс, которая усеяна тысячами остроконечных известняковых пиков-колонн высотой от 1 до 3,5 метров. Они являются выветрившимися остатками ложа, созданного из кораллов и раковин моллюсков, так как ранее на этом месте сотни миллионов лет находился океан. Взбираться на эти формации запрещено. Также в парке расположены участки тромболитов, возраст некоторых достигает 3,6 миллиардов лет.
Название парка на языке местных аборигенов (юедов) означает «кривой, извилистый» (предположительно). Впервые белыми людьми это слово было использовано в 1938 году, когда так была названа река, которая втекает в парк и бесследно исчезает в его известняковой пустыне.
Ближайший городок — Сервантес (менее 500 жителей), расположенный примерно в 12 километрах по прямой к северо-западу. В парк удобно попасть по автодороге Индиан-Оушен-Драйв, открытой в 2010 году.
Территория нынешнего парка оставалась практически неисследованной до 1934 года. 1 июля 1994 года официально был создан национальный парк Намбунг, включивший в себя уже существовавшие на тот момент три природоохранные зоны с более низким статусом. С севера Намбунг вплотную граничит с заповедником Саутерн-Бикиперс, с юга — с заповедником Уанагаррен. К востоку от парка находится пустынная так называемая «земля Короны», с запада он омывается водами Индийского океана.

### Флора и фауна
В парке описано 176 видов животных, в том числе 128 птиц (австралийская чайка, чернолицый артам, белоспинная ласточка, красношапочный зуёк, австралийская ворона и др.), 8 млекопитающих (западный серый кенгуру, большой рыжий кенгуру, динго, хоботноголовый кускус, обыкновенная лисица и др.), 15 рептилий (несколько видов гологлазов, коричневая демансия, короткохвостый сцинк и варан Гульда), несколько рыб и членистоногих и один вид амфибий (Crinia insignifera).
В парке описано более 170 видов цветковых растений, в том числе Acacia cyclops, Amphibolis antarctica, Banksia prionotes, Caladenia flava, Austrodanthonia caespitosa, Dodonaea aptera и др. Единственный представитель группы голосеменные, обнаруженный в парке, — Actinostrobus pyramidalis.

## Галерея

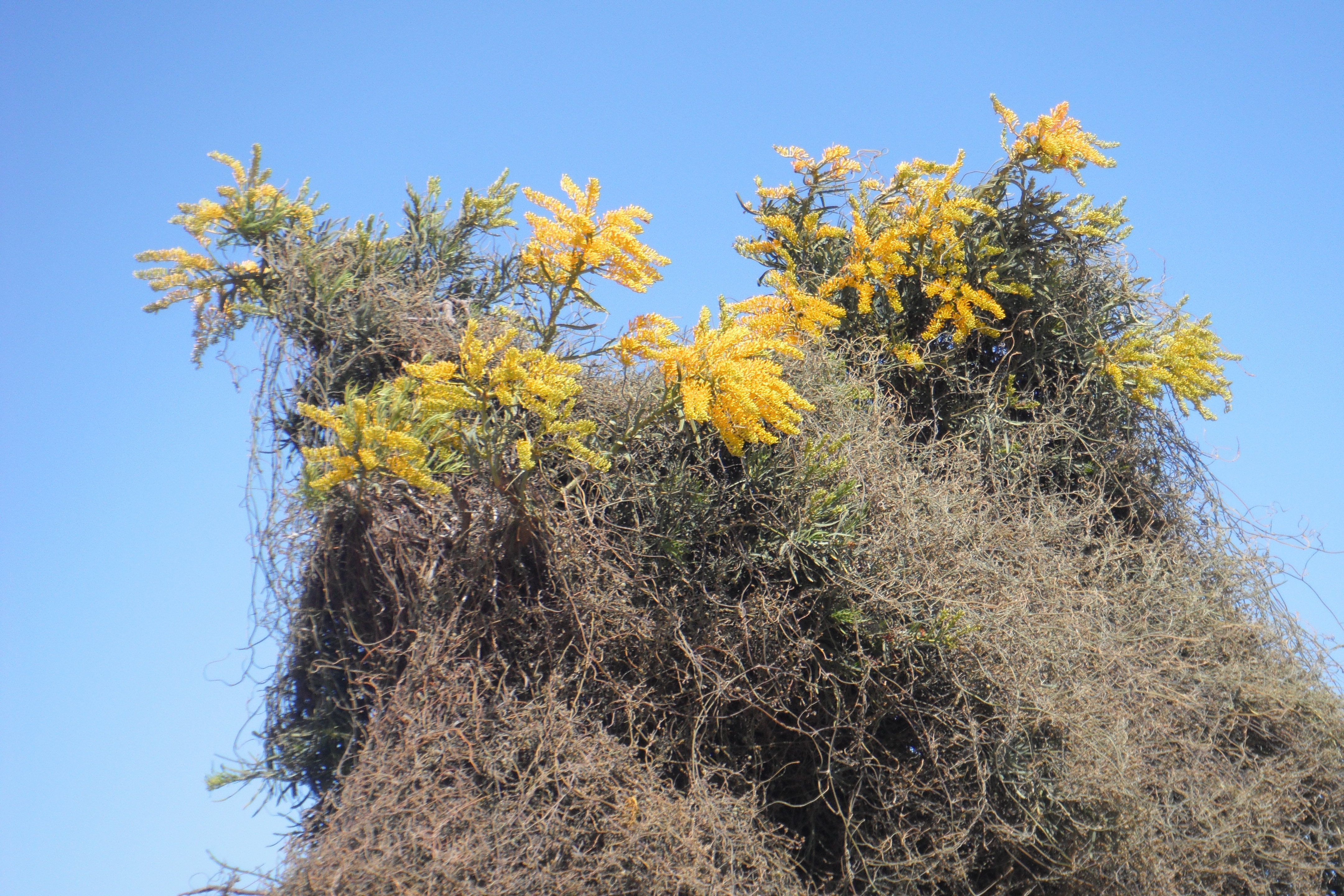
Флора парка
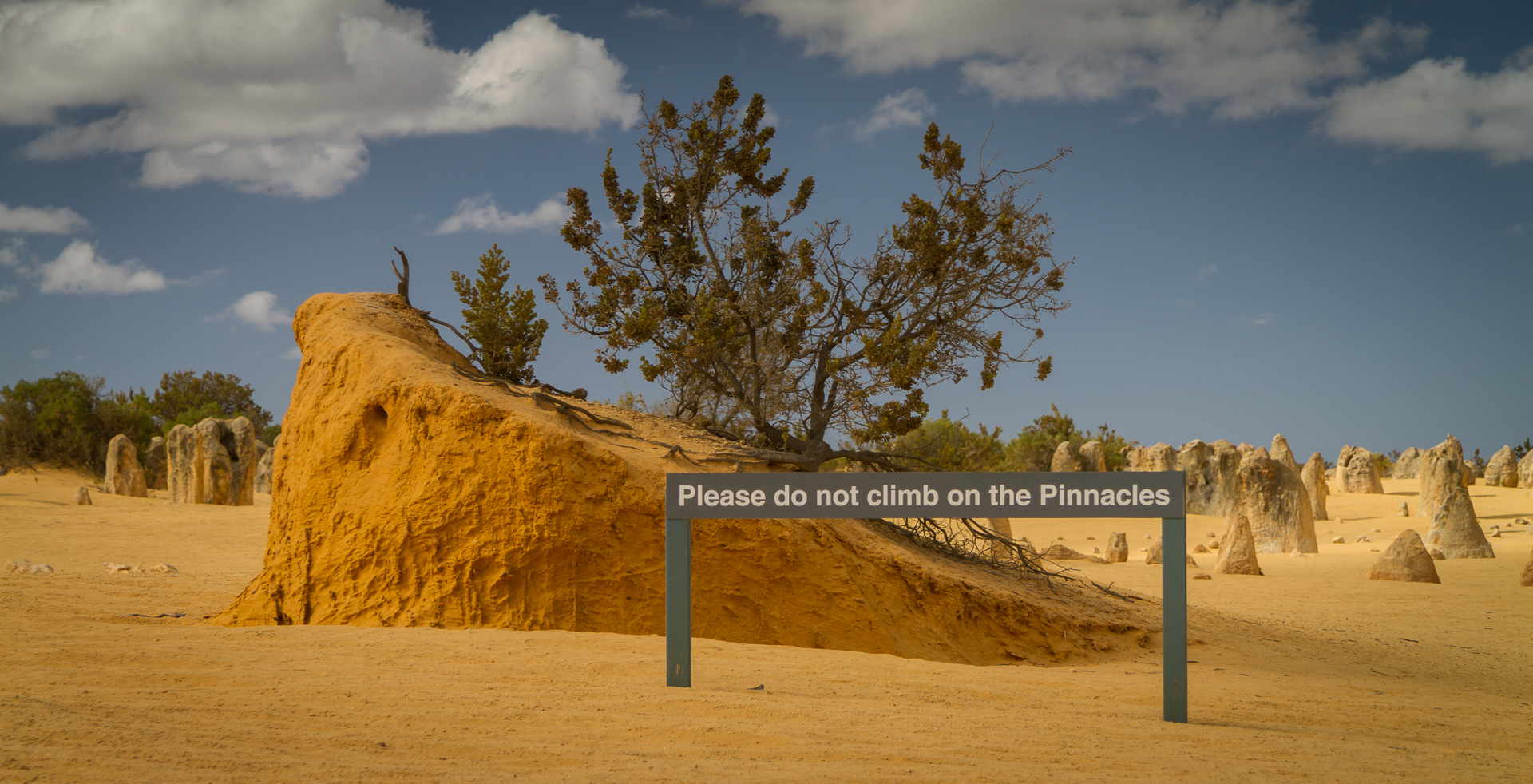
«На утёсы не взбираться!»
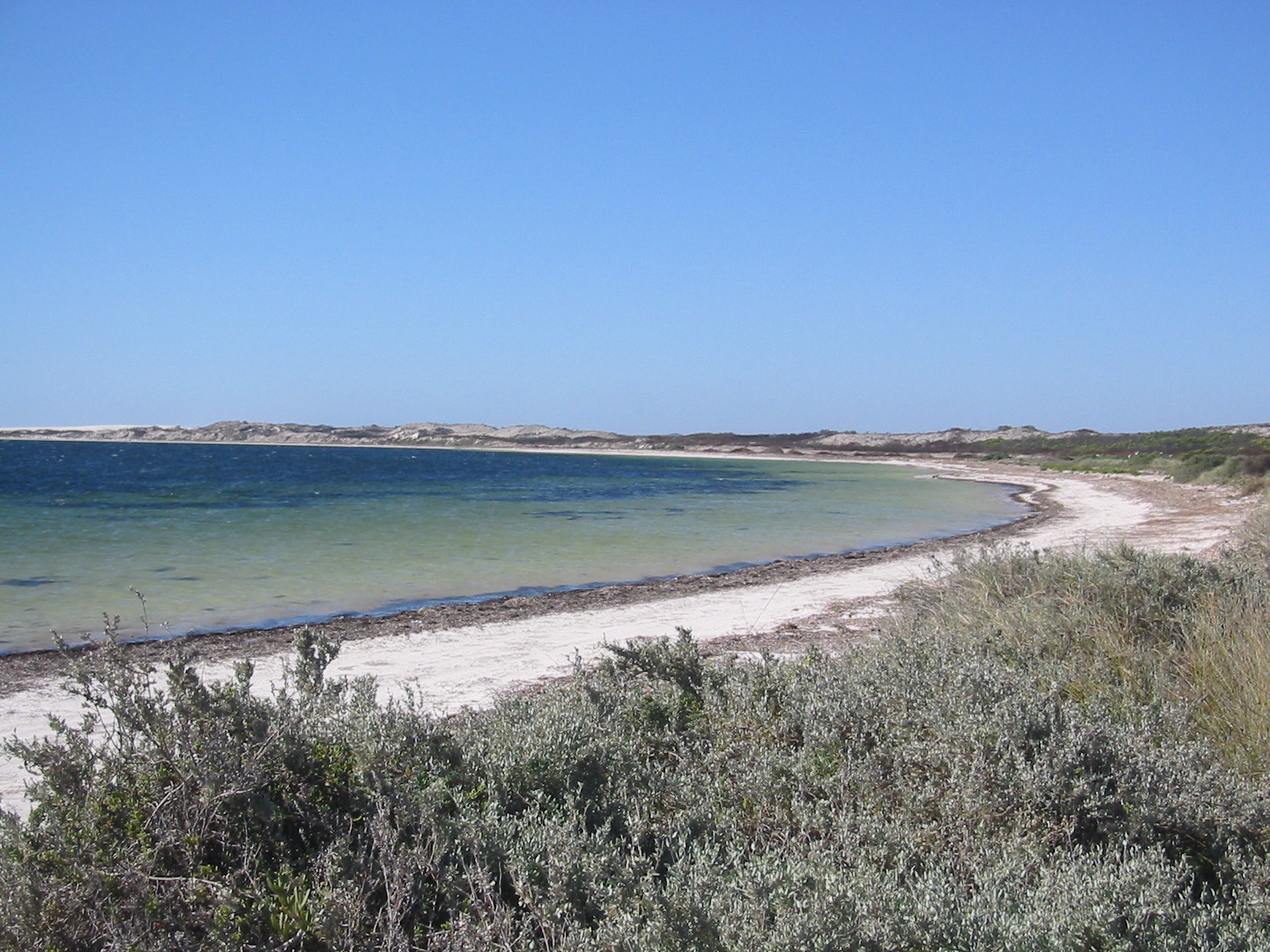
Кенгуру-Пойнт
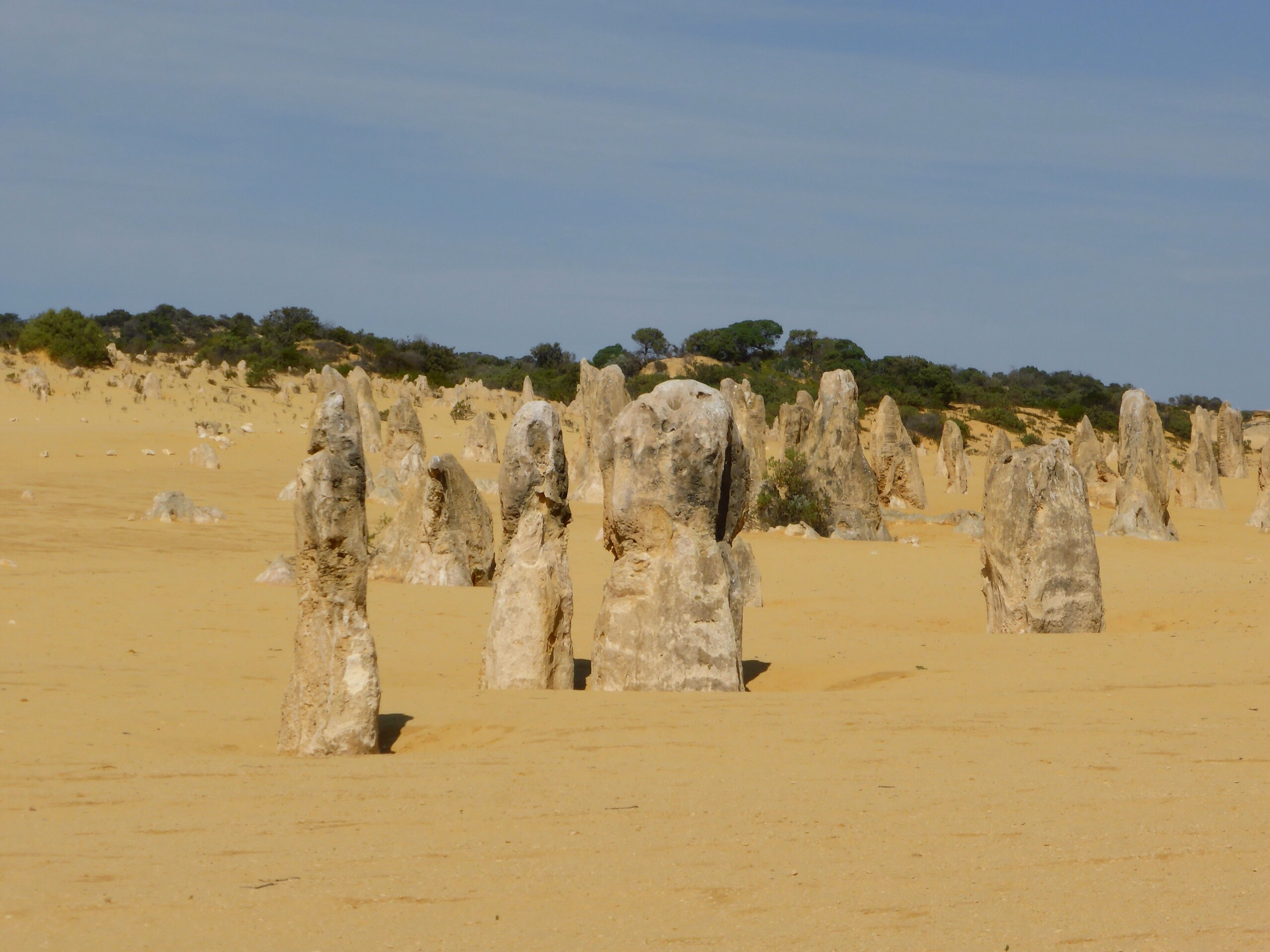
Пустыня усеяна многочисленными пиками-колоннами